# Kailashia
Kailashia é um género de plantas com flores pertencentes à família Apiaceae.
A sua distribuição nativa vai do Tibete aos Himalaias Ocidentais.
Espécies:
- Kailashia robusta Pimenov & Kljuykov
- Kailashia xizangensis (H.T.Chang & R.H.Shan) Pimenov & Kljuykov